# 王国栋 (画家)
王国栋（1931年6月25日—2019年8月23日），中华人民共和国画家。他是第八版天安门毛泽东画像的画师，其于1967年绘制的毛泽东画像版本一直沿用至今。2019年8月23日于北京市第六医院去世，享年88岁。

## 早年生活
王国栋于1931年6月25日生于北京。他的家庭经营中华老字号砂锅居饭庄。中华人民共和国成立后，在公私合营中，其餐厅被收为国家所有，他将名下的17处房产作为党费捐献给国家。

## 职业生涯
1964年，他被选定为毛泽东画像的画师。肖像尺寸为6.1米×4.6米，重约一吨。他绘制的第一幅肖像画于1964年5月1日在天安门展出。因为画像暴露在环境中容易褪色和破裂，王国栋每年都要再画一幅肖像以替代旧画像。每年国庆节之前的夜晚，旧肖像会被取下并换上新画像。其于1967年绘制的第八版毛泽东标准像一直沿用至今。除了毛泽东，他还画了马克思、恩格斯、列宁和斯大林的肖像。
在文化大革命期间，王国栋受到了迫害，除了家庭的资本出身外，他还被指控所画的毛泽东肖像中毛泽东只露出一个耳朵，在暗示毛泽东偏听偏信而不听取广大群众的意见。虽然王国栋认为这幅画完全是根据政府提供的照片绘制的，但他仍然在一场斗争中被公开羞辱，后来被送到一家画框厂，当了两年木匠。

## 晚年生活
王国栋在北京训练了十名学徒后于1976年退休。其中的刘杨和葛小光被选中继续绘制毛泽东天安门画像。随着20世纪80年代开始对毛泽东肖像的需求下降，刘离开了这个职位，葛小光担任天安门画像的唯一画家。
后于1978年至1981年担任第五届全国政协委员。曾获全国劳动模范称号。1992年起获得国务院津贴。
2019年8月23日凌晨1时许（北京时间）于北京市第六医院去世，享年88岁。后被埋葬于北京市八宝山革命公墓。

## 影响
纽约时报评价王国栋的毛泽东肖像是世界上最知名的图像之一，与蒙娜丽莎相当。王国栋笔下的毛泽东形象亦是安迪·沃霍尔所绘制的毛泽东肖像的灵感来源。